# Выборы в Конституционное собрание в Гватемале (1935)
Выборы в Конституционное собрание в Гватемале проходили в июне 1935 года. После выборов на заседании 10 июля 1935 года Конституционное собрание продлило президентский срок Хорхе Убико до 15 марта 1943 года.